# Чебдар
Чебдар (също и Чаптар) е река в Република Алтай, Русия. Името на реката произлиза от алтайски и се превежда като „малки каменни склонове без растителност“.
Реката е единственият значителен приток на река Башкаус, идващ от ляво. Влива се в Башкаус след края на Долния Пролом на Башкаус, недалече от мястото на вливане на Чулишман.
Реката извира от плато, намиращо се западно от долния край на Башкауската долина и през първите си 25 – 30 km е малък поток течащ в северна посока. В точката, където долината на Чебдар свива на изток към Башкаус, се вливат три големи притока, всеки от които с размер на голяма река. След точката на вливане на Синирлу, най-големият от трите притока, Чебдар тече в тесен 25-километров пролом, продължаващ чак до вливането ѝ в Башкаус.